# Ovčara (Csepin)
Ovčara falu Horvátországban, Eszék-Baranya megyében. Közigazgatásilag Csepinhez tartozik.

## Fekvése
Eszék központjától 10 km-re délnyugatra, községközpontjától 1 km-re délre, Szlavónia keleti részén, a Szlavóniai-síkságon, az Eszékről Diakovárra menő út és az Eszék-Vrpolje vasútvonal mentén fekszik.

## Története
A 19. század második felében mezőgazdasági majorként keletkezett a korábbi csepini uradalom területén. Első tulajdonosa csepregi Scharpinger család volt, majd Felix Pfeiffer birtoka lett. 1880-ban 13 lakosa volt, de 1890-ben már százan lakták. A második világháború után mezőgazdasági központ működött itt. 1948-ban már 431 lakosa volt. 1965-ben formálódott a helyi közösség a településen. Akkori lakosságának többsége részben az OUR „Ratarstvo” mezőgazdasági vállalatnál, részben nagyobb mezőgazdasági telepeken dolgozott. A falu 1991-től a független Horvátországhoz tartozik, ekkortól számít önálló településnek. 1991-ben lakosságának 88%-a horvát, 6%-a szerb, 2%-a jugoszláv nemzetiségű volt. 2001-ben a falunak 1066 lakosa volt.

## Lakossága
| Lakosság változása | Lakosság változása | Lakosság változása | Lakosság változása | Lakosság változása | Lakosság változása | Lakosság változása | Lakosság változása | Lakosság változása | Lakosság változása | Lakosság változása | Lakosság változása | Lakosság változása | Lakosság változása | Lakosság változása | Lakosság változása |
| ------------------ | ------------------ | ------------------ | ------------------ | ------------------ | ------------------ | ------------------ | ------------------ | ------------------ | ------------------ | ------------------ | ------------------ | ------------------ | ------------------ | ------------------ | ------------------ |
| 1857               | 1869               | 1880               | 1890               | 1900               | 1910               | 1921               | 1931               | 1948               | 1953               | 1961               | 1971               | 1981               | 1991               | 2001               |                    |
| 0                  | 0                  | 0                  | 0                  | 0                  | 0                  | 0                  | 0                  | 0                  | 0                  | 0                  | 1.281              | 1.490              | 1.146              | 1.066              |                    |

(1961-ig lakosságát Csepinhez számították.)

## Gazdaság
A helyi gazdaság alapja ma is a földművelés és állattenyésztés, a lakosság nagy része a közeli Eszékre jár dolgozni.

## Nevezetességei
Páduai Szent Antalnak szentelt római katolikus kápolnája a csepini Szentháromság plébánia filiája.